# Ruta de Illinois 113
La Ruta de Illinois 113, y abreviada IL 113 (en inglés: Illinois Route 113) es una carretera estatal estadounidense ubicada en el estado de Illinois. La carretera inicia en el oeste desde la IL 47     en Mazon hacia el este en la IL 17     en Kankakee. La carretera tiene una longitud de 54,9 km (34.11 mi).

## Mantenimiento
Al igual que las autopistas interestatales, y las rutas federales y el resto de carreteras estatales, la Ruta de Illinois 113 es administrada y mantenida por el Departamento de Transporte de Illinois por sus siglas en inglés IDOT.

## Cruces
La Ruta de Illinois 113 es atravesada principalmente por la  I 55     en Diamond.